# نو ده كاتول (كتول)
نو ده کاتول (بالفارسية: نوده‌کتول) هي قرية تقع في إيران في قسم کتول الریفي. يقدر عدد سكانها بـ 996 نسمة .